# Paul Douma
Paul Douma (St. Catharines, 21 de noviembre de 1962) es un deportista canadiense que compitió en remo. Ganó tres medallas en el Campeonato Mundial de Remo entre los años 1985 y 1987.

## Palmarés internacional
| Campeonato Mundial | Campeonato Mundial       | Campeonato Mundial | Campeonato Mundial |
| Año                | Lugar                    | Medalla            | Prueba             |
| ------------------ | ------------------------ | ------------------ | ------------------ |
| 1985               | Malinas (Bélgica)        | Medalla de oro     | Cuatro scull       |
| 1986               | Nottingham (Reino Unido) | Medalla de bronce  | Cuatro scull       |
| 1987               | Copenhague (Dinamarca)   | Medalla de bronce  | Cuatro scull       |